# Shrewsbury Town FC
Shrewsbury Town FC är en engelsk professionell fotbollsklubb i Shrewsbury, grundad 1886. Hemmamatcherna spelas på Montgomery Waters Meadow (även kallad New Meadow). Smeknamnet är The Shrews. Klubben spelar i League One.

## Historia

Klubbens ligaplaceringar från och med 1950.

Klubben grundades 1886 men spelade under många år endast i lokala ligor som Birmingham & District League och Midland League. 1950 gick man med i The Football League.
Klubben spelade i dåvarande Second Division, näst högsta divisionen, under tio säsonger 1979–1989. Som bäst nådde man en åttondeplats, vilket skedde två säsonger i rad 1983/84 och 1984/85.
Gay Meadow, som hade varit klubbens hemmaarena sedan 1910, var i början av 2000-talet omodern och blev årligen översvämmad av den närliggande floden Severn. Därför byggdes en ny arena, ofta kallad New Meadow, vilken stod klar till säsongen 2007/08 och har en kapacitet på cirka 10 000 åskådare. Klubben satsade i och med den nya arenan på att gå upp till League One och säsongen 2011/12 direktkvalificerade man sig för denna division genom en andraplats i League Two. Efter två säsonger i League One spelade klubben säsongen 2014/15 åter i League Two, men man gick genast upp till League One igen.

## Rivaler
Enligt många är klubbens värsta konkurrenter Wrexham. Traditionellt har Walsall och Wolverhampton Wanderers setts som klubbens största rivaler. Under senare år har rivaliteten vuxit med närliggande Hereford United i och med det så kallade A49-derbyt. På grund av Wrexhams nedflyttning har en ny rivalitet växt mot Port Vale, som ligger i angränsande Staffordshire då båda klubbarna är kända för att ha ett starkt bortastöd. För närvarande är Hereford United och Port Vale Shrewsburys största rivaler, men Crewe Alexandra och Kidderminster Harriers är också populära bortamatcher. Utöver dessa klubbar som Shrewsbury ofta kan möta i ligan eller genom cuper finns det en rivalitet med Telford United, klubben från Shropshires största stad. Klubbarna drabbas nästan årligen samman i Shropshire Senior Cup.

## Övrigt
Klubbens dyraste försäljning av spelare blev Joe Hart då Manchester City i maj 2006 köpte honom för 600 000 pund, vilket kunde stiga till 1 500 000 pund beroende på antal matcher Hart spelade. Under säsongen 2007/08 valde Manchester Citys svenska tränare Sven-Göran Eriksson den forna Shrewsbury-målvakten som förstamålvakt och petade därmed den svenska landslagsmålvakten Andreas Isaksson.

## Spelare

### Spelartrupp
| 1  | Slovakien | Marko Marosi   | 23 oktober 1993  | Coventry City (-21)           |
| 13 | England   | Harry Burgoyne | 28 december 1996 | Wolverhampton Wanderers (-20) |

| 3  | England    | Mal Benning       | 2 november 1993  | Port Vale (-23)           |
| 4  | England    | Joe Anderson      | 6 februari 2001  | Sunderland (-23)          |
| 5  | England    | Morgan Feeney     | 8 februari 1999  | Carlisle United (-23)     |
| 6  | England    | Jason Sraha       | 19 november 2002 | Barnsley (-23)            |
| 15 | Irland     | Tunmise Sobowale  | 19 mars 1999     | Waterford (-23)           |
| 22 | England    | Chey Dunkley      | 13 februari 1992 | Sheffield Wednesday (-22) |
| 23 | England    | George Nurse      | 30 april 1999    | Bristol City (-21)        |
| 25 | England    | Brandon Fleming   | 3 december 1999  | Hull City (-23)           |
| 33 | Nordirland | Tom Flanagan      | 21 oktober 1991  | Sunderland (-22)          |
| 34 | England    | Nana Owusu-Gyimah | 12 oktober 2004  | Shrewsbury Town FC        |
| 35 | England    | Josh Bailey       | 12 juni 2002     | Milton Keynes Dons (-21)  |

| 2  | Wales      | Elliot Thorpe    | 9 november 2000   | Luton Town (-23)              |
| 7  | Nordirland | Carl Winchester  | 12 april 1993     | Sunderland (-22)              |
| 8  | England    | Ryan Finnigan    | 23 september 2003 | Southampton (-23)             |
| 14 | England    | Taylor Perry     | 15 juli 2001      | Wolverhampton Wanderers (-23) |
| 17 | England    | Elliott Bennett  | 18 december 1988  | Blackburn Rovers (-21)        |
| 20 | England    | Tom Bayliss      | 6 april 1999      | Preston North End (-22)       |
| 26 | Irland     | Jordan Shipley   | 26 september 1997 | Coventry City (-22)           |
| 36 | England    | Declan Hutchings | 28 maj 2005       | Shrewsbury Town FC            |
| 42 | Liberia    | Nohan Kenneh     | 10 januari 2003   | Hibernian (-23)               |

| 9  | England     | Ryan Bowman     | 30 november 1991 | Exeter City (-21)       |
| 10 | England     | Kieran Phillips | 18 februari 2000 | Huddersfield Town (-23) |
| 11 | England     | Daniel Udoh     | 30 augusti 1996  | Telford United (-19)    |
| 27 | Nya Zeeland | Max Mata        | 10 juli 2000     | Sligo Rovers (-23)      |
| 37 | England     | Harvey Watts    |                  | Shrewsbury Town FC      |

Not: Spelare i kursiv stil är inlånade.

### Utlånade spelare
| Nr | Land    | Pos | Namn                                       |
| -- | ------- | --- | ------------------------------------------ |
| 18 | England | A   | Tom Bloxham (i Morecambe till 31 maj 2024) |

| Nr | Land   | Pos | Namn                                                 |
| -- | ------ | --- | ---------------------------------------------------- |
| 21 | Irland | A   | Aiden O'Brien (i Sutton United till 20 januari 2024) |

## Meriter

### Liga
- The Championship eller motsvarande (nivå 2): Åtta 1983/84, 1984/85 (högsta ligaplacering)
- League One eller motsvarande (nivå 3): Mästare 1978/79
- League Two eller motsvarande (nivå 4): Mästare 1993/94; Tvåa och uppflyttade 1974/75, 2011/12, 2014/15; Fyra och uppflyttade 1958/59
- National League eller motsvarande (nivå 5): Playoffvinnare 2003/04
- Midland League: Mästare 1937/38, 1945/46, 1947/48
- Birmingham & District League: Mästare 1922/23; Tvåa 1913/14, 1923/24, 1936/37
- Shropshire & District League: Tvåa 1890/91

### Cup
- FA-cupen: Kvartsfinal 1978/79, 1981/82
- Ligacupen: Semifinal 1960/61
- EFL Trophy: Final 1995/96, 2017/18
- Welsh Cup: Mästare 1890/91, 1937/38, 1976/77, 1978/79, 1983/84, 1984/85; Final 1930/31, 1947/48, 1979/80

## Klubbrekord
- Högsta publiksiffra (Gay Meadow): 18 917 mot Walsall, Third Division, 26 april 1961
- Högsta publiksiffra (New Meadow): 10 210 mot Chelsea, Ligacupen 4:e omgången, 28 oktober 2014
- Högsta publiksiffra (klubben): 61 589 mot Bristol Rovers (på Wembley), League Two playoff-final, maj 2007
- Största vinst: 21–0 mot Mold Alyn Stars, Welsh Cup 1:a omgången, 27 oktober 1894
- Största ligavinst: 12–1 mot Hereford City, Shropshire & District League, 20 oktober 1894
- Största förlust: 0–13 mot Small Heath FC, Birmingham League, 25 december 1895
- Flest ligamål under en säsong: 38, Arthur Rowley, 1958/59
- Flest ligamål totalt: 152, Arthur Rowley, 1958–1965
- Flest ligamatcher: 418, Mickey Brown, 1986–1991, 1992–1994, 1996–2001
- Högsta mottagna transfersumma: 600 000 pund (som kunde stiga till 1 500 000 pund beroende på antal matcher), Joe Hart till Manchester City, 2006[5]
- Högsta betalda transfersumma: 170 000 pund, Grant Holt från Nottingham Forest, 2008